# Uromycladium maritimum
Uromycladium maritimum är en svampart som beskrevs av McAlpine 1905. Uromycladium maritimum ingår i släktet Uromycladium och familjen Pileolariaceae.   Inga underarter finns listade i Catalogue of Life.